# سوزی دنت
سوزی دنت (انگلیسی: Susie Dent؛ زادهٔ ۱۹ نوامبر ۱۹۶۴) فرهنگ‌نویس، و زبان‌شناس اهل بریتانیا است. او از سال ۱۹۹۲ مجری برنامه مسابقه تلویزیونی در کانال ۴ (بریتانیا) به نام Countdown است. او همچنین در نسخه کمدی این مسابقه که از سال ۲۰۱۲ تحت عنوان «۸ تا از هر ۱۰ گربه شمارش معکوس را اجرا می‌کنند» از کانال ۴ (بریتانیا) با مجری‌گری «جیمی کار» پخش می‌شود حضور دارد.